# Macula (Geologie)

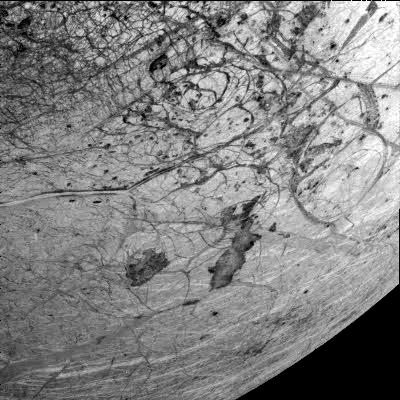
Thera Macula und Thrace Macula auf dem Jupitermond Europa

Macula (Mz. maculae) ist ein lateinischer Ausdruck für Fleck.
In der Planetengeologie bezeichnet der Begriff Macula ein ungewöhnlich dunkles Gebiet auf einem Planeten oder Mond. Der Begriff wurde 1979 durch Bradford A. Smith und Koautoren eingeführt um Oberflächenstrukturen des Jupitermondes Europa auf Aufnahmen der Raumsonde Voyager 2 zu charakterisieren. Später wurden auch Oberflächenstrukturen auf dem Mars, auf Titan und auf Triton als Maculae bezeichnet.

## Maculae auf unterschiedlichen Himmelskörpern
Die Internationale Astronomische Union listet zurzeit 20 offiziell als Maculae bezeichnete Oberflächenstrukturen auf vier verschiedenen Himmelskörpern. (Stand August 2018):

### Maculae auf Europa

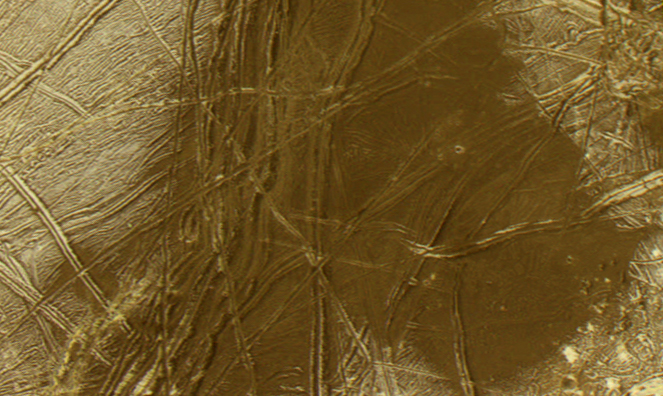
Castalia Macula auf dem Jupitermond Europa

- Boeotia Macula
- Castalia Macula
- Cyclades Macula
- Thera Macula
- Thrace Macula

### Maculae auf dem Mars
- Olympus Maculae

### Maculae auf Titan

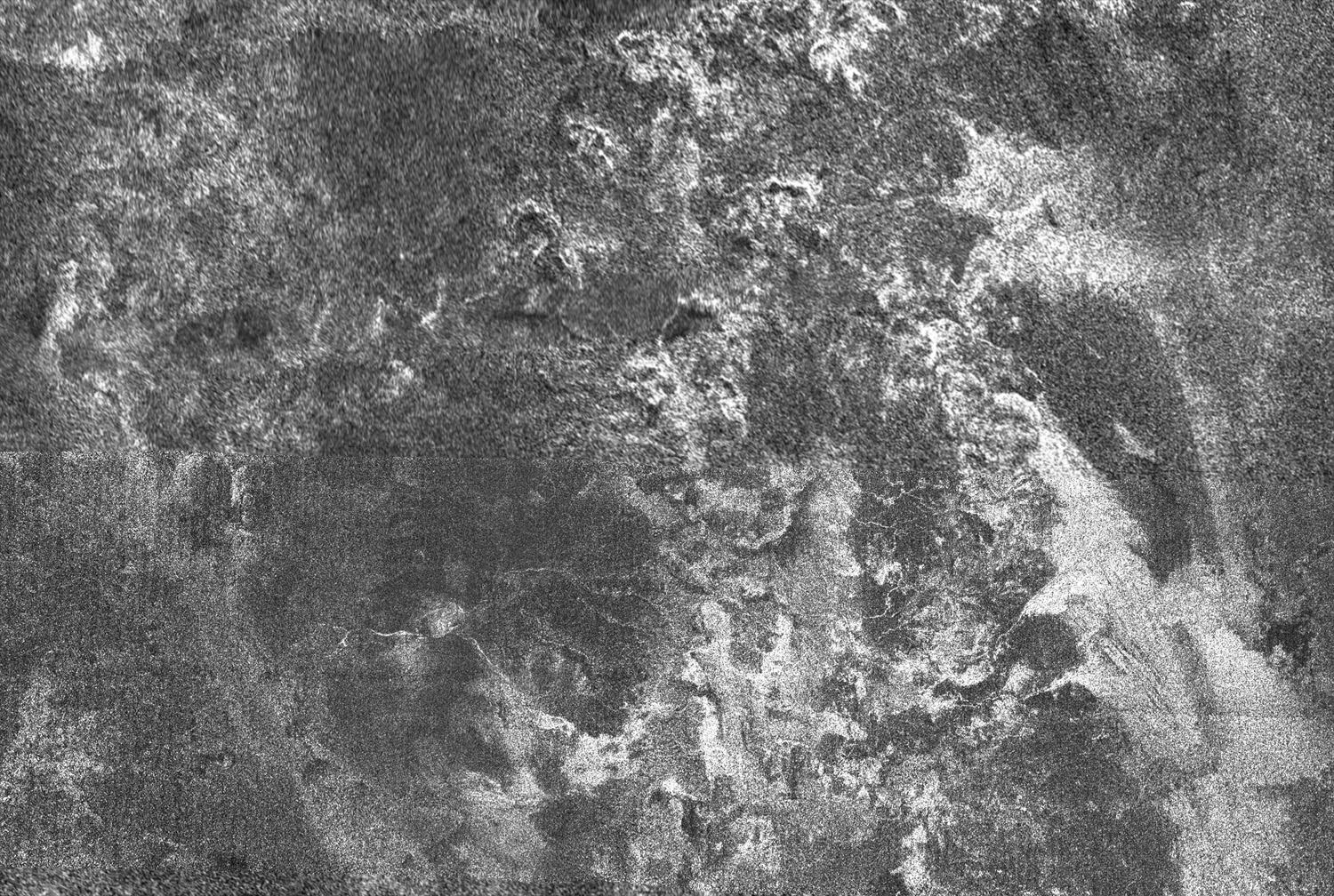
Ganesa Macula auf dem Saturnmond Titan

- Eir Macula
- Elpis Macula
- Ganesa Macula
- Genetaska Macula
- Omacatl Macula
- Polaznik Macula
- Polelya Macula

### Maculae auf Triton
- Akupara Maculae
- Doro Macula
- Kikimora Maculae
- Namazu Macula
- Rem Macula
- Viviane Macula
- Zin Maculae